# Ideal andaluz
Ideal andaluz es una obra de Blas Infante publicada por primera vez en 1915, que trata sobre la problemática histórica y social de Andalucía.
Ideal andaluz constituye una de las obras pioneras del andalucismo y una de las más difundidas de Infante. En ella, el autor pretende fomentar la confianza al pueblo andaluz en sus posibilidades de progreso y despertar su patriotismo frente a las injusticias y reclama una educación libre y universal y controlar la economía mediante la expropiación de latifundios.
En la obra, Infante defiende los orígenes africanos y la influencia asiática de los andaluces contra las teorías raciales de la época, pero rechaza la existencia de diferentes nacionalidades en la península ibérica. 